# Teknisk Ukeblad

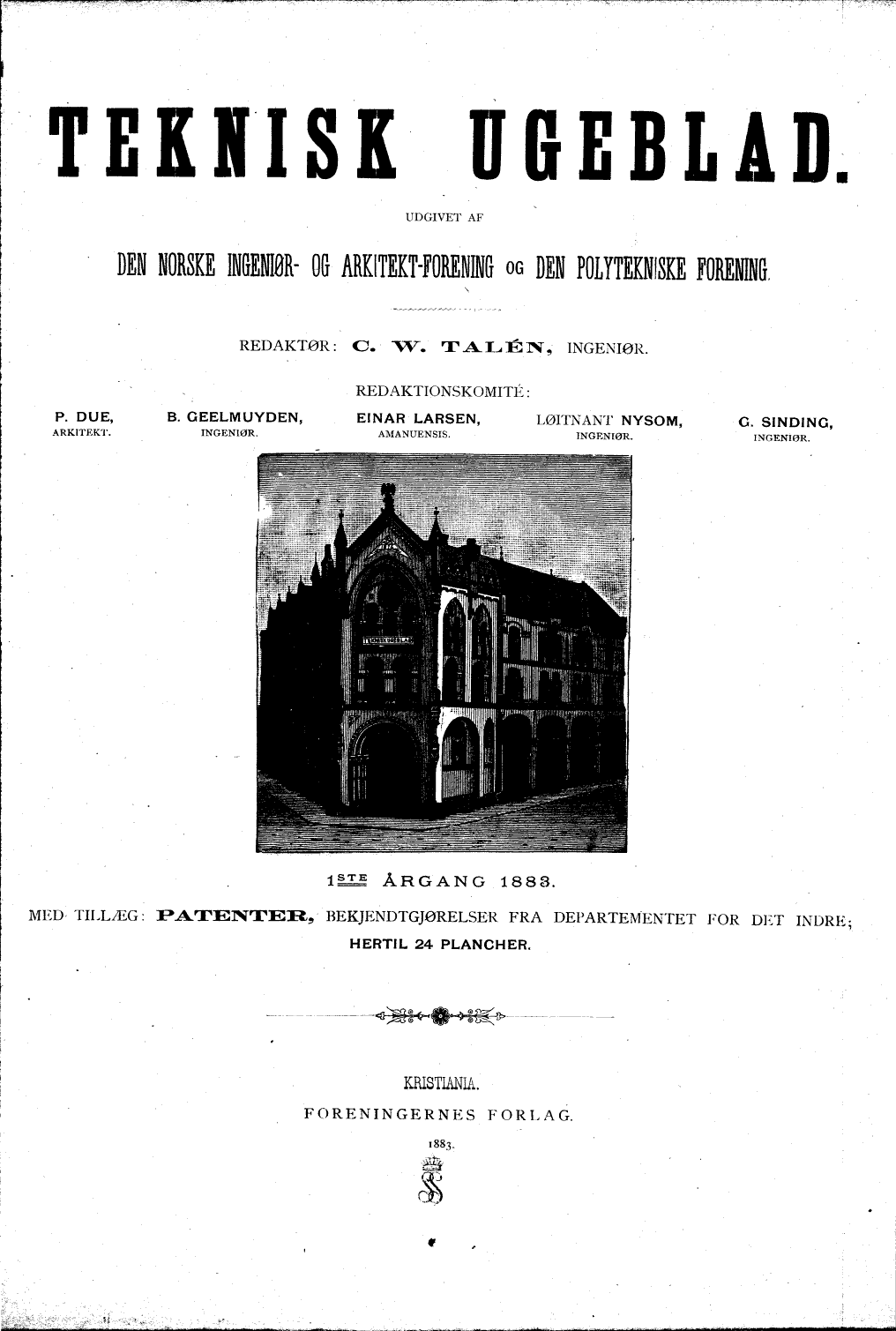
Framsidan på Teknisk ukeblad från 1883

Teknisk Ukeblad (TU) är en norsk tidskrift om teknologi som utkommer en gång i veckan (42 nummer per år). Tidskriften utges av Teknisk Ukeblad Media. Tidskriften distribueras till alla medlemmar av Teknisk Ukeblad Medias ägarorganisationer:  Tekna, NITO och Polyteknisk Forening. TU har en upplaga på 117 000 och 317 000 läsare varje vecka.
Tidskriften startades 1854 som Polyteknisk Tidsskrift.
Sedan 2009 är Jan Moberg administrerande direktör och Tormod Haugstad är ansvarig utgivare.